# Dipartimento di Meme
Il dipartimento di Meme è un dipartimento del Camerun nella Regione del Sudovest.

## Comuni
Il dipartimento è suddiviso in 3 comuni:
- Konye
- Kumba
- Mbonge